# Сражение при Уайт-Плейнсе
Сражение при Уайт-Плейнсе (англ. Battle of White Plains) — одно из сражений кампании в Нью-Йорке и Нью-Джерси, которое произошло 28 октября 1776 года, во время Войны за независимость США. Когда Континентальная армия генерала Джорджа Вашингтона оставила Нью-Йорк и отступила на север на Гарлемские высоты, британская армия генерала Уильяма Хау высадилась в округе Уэстчестер, чтобы отрезать ему путь отступления. Вашингтон отступил на север и занял позицию у селения Уайт-Плейнс, но не успел укрепить прилегающую высоту Чаттертон-Хилл. Британская армия атаковала высоту и захватила её, что сделало положение Вашингтона невыгодным. Он отступил ещё дальше на север, но генерал Хау не стал преследовать его, а повернул на юг, где взял штурмом форт Вашингтон. Это событие заставило генерала Вашингтона отвести армию за Гудзон, и затем отступать через Нью-Джерси к реке Делавэр.

## Предыстория
16 сентября завершилось Сражение на Гарлемских высотах, в ходе которого американской армии удалось отбить атаку противника. Армия в целом показала себя гораздо лучше, чем за день до этого в сражении при Кипс-Бэй. Генерал Хау понял, что предстоит непростая кампания, и отложил наступление на четыре недели, занявшись между тем укреплением своих позиций. Армии противников стояли на севере Манхэттена, и американские генералы пытались понять, что предпримет противник. Континентальная армия на тот момент насчитывала на бумаге 25 000 человек, но её реальная численность составляла около 16 000 человек, из которых значительную часть составляло ненадёжное ополчение. Этого было недостаточно для прикрытия всех направлений, и уровень дисциплины войск был весьма низким. Участились случаи грабежей и дезертирства. Вашингтон писал Конгрессу, что от грабежей страдают даже госпитали, имущество офицеров и квартиры генералов. Кроме того, армии не хватало палаток и вообще походного имущества, а погода постепенно ухудшалась.
В это время генерал Хау 26 дней планировал дальнейший ход кампании. Он полагал, что фронтальная атака американских позиций нежелательна, а местность позволяет обойти противника с тыла. Он решил высадить армию на полуострове Фрогс-Нэк, оттуда по дороге выйти в Кингсбридж, оказаться в тылу армии противника и прижать её к Гудзону. Вечером 12 октября основная часть британской армии погрузилась на 80 кораблей, пересекла пролив Хелл-Гейтс и высадила авангард в 4000 человек на Фрогс-Нэк. Три бригады под командованием лорда Перси остались на позиции у Гарлемских высот. Высадившись на полуострове, британский авангард начал марш на Кингсбридж, но выйти с полуострова можно было только через заболоченный перешеек, который охраняли стрелки 1-го пенсильванского полка под командованием полковника Эдварда Хэнда. Когда британцы подошли к перешейку, 25 пенсильванцев открыли по ним такой точный огонь, что британцы в беспорядке отступили до ближайшей возвышенности и более не предпринимали попыток прорыва. Отряд Хэнда был сразу же усилен полком Уильяма Прескотта и полком Джона Грэма, и таким образом силы обороняющихся возросли до 1800 человек.
К концу дня на полуостров высадились и основные части армии, но стало понятно, что прорываться через перешеек невыгодно. Однако, существовал ещё мыс Пеллс-Пойнт, где тоже можно было высадить армию. 16 октября Вашингтон собрал генералов на военный совет. Британская армия на полуострове Фрогс-Нэк создавала серьёзную угрозу американской армии, поэтому было решено отступить к Уайт-Плейнс, оставив при этом гарнизон в 2000 человек в форте Вашингтон. «Это было на редкость неудачное решение», писал историк Кристофер Уорд о намерениях удерживать форт Вашингтон. 18 октября американская армия выступила маршем на Уайт-Плейнс, а в тот же день генерал Хау погрузил армию на суда и высадился в Пеллс-Пойнт.
Неподалёку от мыса Пеллс-Пойнт, в селении Истчестер стояла бригада полковника Джона Гловера, примерно 750 человек при 4-х орудиях. Заметив высадку противника, он двинулся навстречу, занял удобную позицию и вступил в перестрелку, которая стала известна как Бой при Пеллс-пойнт.
21 октября Вашингтон лично прибыл в Уайт-Плейнс, изучил местность, и решил, что англичане определённо направятся к этому месту. 22 октября он узнал, что недавно, 11-12 октября, Бенедикт Арнольд вступил в бой с англичанами на озере Валькур и потерял весь свой флот, но во всяком случае, сражался решительно, и оставался шанс, что форт Тикондерога не позволит армии противника пробиться из Канады далеко на юг в сторону Нью-Йорка.
Когда Континентальная армия пришла в Уайт-Плейнс, Вашингтон снова реорганизовал её. Генералы Стирлинг и Салливан были возвращены из плена по обмену, и генерал Чарльз Ли снова был при армии, поэтому её разделили на семь дивизий: Грина, Ли, Хета, Салливана, Патнэма, Спенсера и Линкольна. Дивизия Грина (3500 чел.) стояла не западном берегу Гудзона у форта Ли, отряд полковника Маго удерживал форт Вашингтон, а основная армия, 14500 человек, стояла на холмах фронтом к Уайт-Плейнс. Дивизия Патнэма стояла на правом фланге, дивизия Хета на левом, а Вашингтон лично командовал центром. Британская армия появилась только 28 сентября: по необъяснимым причинам генерал Хау двигался медленно, прошёл 17 миль за 10 дней, простояв три дня в Нью-Рошели и четыре дня в Мамаронек. У него был шанс атаковать армию Вашингтона при отходе к Уайт-Плейнс, но Хау упустил этот шанс. Между тем к нему из Англии прибыли подкрепления: 120 кораблей доставили 3997 гессенцев, 670 солдат из Вальдека и роту егерей (все под общим командованием Вильгельма фон Книпхаузена) и 3400 британских рекрутов. Гессенцы были сразу же переправлены в Нью-Рошель.
К 27 октября Континентальная армия занимала фронт длиной около трёх миль, примерно от Территауна до Верхней коннектикутской дороги. Оба фланга упирались в труднопроходимые низины. Это была сильная позицию, но у неё было два минуса: войск было слишком мало для такого протяжённого фронта, и перед правым флангом позиции имелась возвышенность, известная ка Чаттертон-Хилл. На этом холме не было укреплений и его занимал небольшой отряд ополчения. Чарльз Ли предложил занять высоту войсками, и Вашингтон отправился на рекогносцировку, но в этот момент стало известно, что авангарды британской армии уже приближаются, а основная армия находится уже в четырёх милях от Уайт-Плейнс. Эти новости отвлекли Вашингтона от рекогносцировки.

## Сражение
Утром 28 октября генерал Спенсер взял несколько полков из дивизии Ли, примерно 1500 человек, и вышел навстречу британским авангардам. Его отряд занял позицию за каменной оградой примерно в полутора милях от основной американской линии, подпустил противника поближе и дал залп с расстояния в 100 футов. Британский авангард остановился, но полк Йоханна Ролла стал обходить американский фланг, поэтому Спенсер отвёл отряд за другую стену, потом за третью. Но гессенцы несколькими атаками отбросили отряд Спенсера за реку Бронкс и на высоту Чаттертон-Хилл, где в это время отряд ополченцев строил укрепления под руководством полковника Руфуса Патнэма. Полк Ролла попал под огонь с холма и отступил немного на юг от холма. В этой серии перестрелок американцы потеряли 12 человек убитыми, 23 ранеными и 2 пропавшими без вести.
Увидев отход Спенсера, Вашингтон отправил на Чаттертонский холм Делавэрский полк полковника Хэзлета. Немного позже подошла бригада Александра Макдугала: 1-й Нью-Йоркский полк, 3-й Нью-Йоркский полк Ридзема, Мэрилендский полк Смоллвуда и коннектикутский полк Уэбба при двух орудиях. Теперь на холме стояли 1250 континенталов, а с учётом ополчения численность американской армии на холме достигала 1600 человек. Командовал всем отрядом Макдугал. Смолвуд и Хэзлет заняли центр позиции, остальные триполка встали левее, а два полка ополчения заняли правый фланг.
Британская армия численностью около 13 000 человек вышла на позицию, и казалось бы, собралась атаковать укрепления на высотах, на что американцы в основном и рассчитывали.
Британские офицеры посовещались, и решили выделить 8 полков (4000 человек) при 12-ти орудиях для атаки Чаттертонского холма. Артиллерия сразу же открыла огонь по позициям бригады Макдугала, и он был так интенсивен, что, по словам Де Хейстера, некоторое время нельзя было ничего увидеть и услышать. 4000 человек тем временем развернулись в боевую линию. У американцев на холме было два орудия, но Макдугал приказал ввести в дело только одно. Артиллеристы успели сделать только два выстрела, после чего покинули позицию. Когда же британская линия была построена, она начала наступать на Чатертонский холм, но для этого надо было перейти реку Бронкс, а река была полноводной из-за недавних дождей, и её русло было заполнено остатками разрушенных бобровых плотин, поэтому гессенцы отказались переходить её. Было решено построить мост, но когда строительство началось, полки Смоллвуда и Ридзема выдвинулись вперёд и открыли огонь по гессенцам у моста. Тогда генерал Лесли узнал, что немного ниже по течению есть брод, и велел двум полкам, 28-му и 35-му, показать гессенцам пример британской храбрости. Под его руководством полки перешли реку по броду и попытались взять высоту штыковой атакой, но склоны Чаттертонского холма были очень круты, а бригада Макдугала открыла такой плотный огонь, что оба полка были отброшены назад.
К этому моменту уже вся атакующая колонна перешла реку, построилась в линию параллельно американской и начала штурм холма. Лёгкая пехота попыталась обойти левый фланг американской армии, но была отброшена коннектикутцами Уэбба. Тогда полк Йохана Ралля, который незаметно вышел к правому флангу противника, бросился в атаку и напал на два полка ополчения. Ополченцы развернули фронт навстречу противнику и открыли довольно точный огонь, но в это время показались британские драгуны. Ополченцы, которые ранее не видели кавалерийской атаки, запаниковали и бросились бежать. Кавалерия преследовала их примерно с километр. Некоторым ополченцам удалось скрыться в лесу, но многие попали в плен. Бегство ополченцев открыло правый фланг американской армии, и особенно фланг Делавэрского полка. Хэзлет пытался сменить позицию, но гессенцы Ралля решительно наступали, и три делавэрские роты бежали с поля боя. Хэзлет, однако, удержал остальных, построил их за каменной изгородью и отбил две атаки лёгкой пехоты и драгун. В это время Нью-йоркский и мэрилендский полки были оттеснены с позиции, а полковник Смоллвуд был дважды ранен. Макдугал понял, что дальнейшее сопротивление бесполезно, и стал отходить к основной армии. Делавэрский полк отходил последним, сохраняя порядок, и даже сумел вывести с поля боя одно орудие. Британцы вышли на вершину Чаттертонского холма, но не стали преследовать отступающего противника.
Историк Джон Фортескью утверждал, что в момент взятия холма генерал Хау приказал начать атаку основной американской позиции, но по каким-то причинам эта атака так и не началась. Впоследствии, объясняя свои действия перед Палатой общин, Хау не стал рассказывать об этих причинах «из политических соображений».

## Последствия
Заняв Чаттертонский холм, британцы начали строить на нём укрепления. Холм стал левым флангом их позиции, которая протянулась на восток, охватывая оба фланга американской армии. Вашингтон был уверен, что последуют фронтальные атаки, поэтому ещё ранее, во время боя, отправил далеко в тыл всех больных, раненых, а также весь обоз. Из-за этого американцы на несколько дней лишились всего имущества и были вынуждены спать в лесу без одеял и палаток. 31 октября Вашингтон оставил на позиции бригаду Стирлинга, а остальную армию отвёл дальше на север на Ньюкаслские высоты. В это время генерал Хау получил подкрепления и его армия увеличилась до 20 000 человек. Он занял покинутую американцами позицию, но не стал наступать дальше. 4 ноября американцы обнаружили, что британская армия исчезла. были предположения, что противник задумал обходной манёвр, но британцы ушли на юго-запад, к Добдс-Ферри.
Рядовые радовались отступлению противника, а офицеры подозревали, что Хау собирается переправиться в Нью-Джерси или осадить форт Вашингтон. 6 ноября Вашингтон собрал военный совет, который принял решение перевести часть армии в Нью-Джерси, но форт Вашингтон всё так же решено было удерживать. В результате 14 ноября британцы атаковали форт Вашингтон и захватили его. Это событие стало одной из самых крупных неудач американской армии в ту войну. Генерал Вашингтон, в распоряжении которого в тот момент имелось всего 5400 человек, был вынужден отступать через Нью-Джерси к реке Делавэр.

### Потери
Согласно официальным отчётам, британская армия потеряла убитыми 28 человек, в том числе 5 офицеров, ранено было 126 человек, в том числе 5 офицеров. Гессенцы потеряли 77 человек. Историк Дэвид Маккалоу писал, что британцы потеряли 250 человек. Британский историк Джон Фортескью писал, что британцы потеряли 214 человек убитыми и ранеными, а гессенцы 99 человек.
Согласно статистике Майкла Клодфелтера, американские потери в сражении составили 50 убитых и 200 раненых, а британские потери 50 убитых, и 263 раненых и пленных.

### В литературе
Существует мнение, что Вашингтон Ирвинг слышал историю о гессенском солдате, которому ядро оторвало голову в сражении при Уайт-Плейнс, и он отразил эту историю в рассказе Легенда о Сонной Лощине. Действие рассказа происходит в городке Тарритаун рядом с полем боя при Уайт-Плейнс.